# Holwinde
Holwinde (dialekt groningski Holwien) – mała wieś w Holandii, w prowincji Groningen, w gminie Eemsmond. 